# مورگان پارک (شیکاگو)
مورگان پارک (به انگلیسی: Morgan Park) یک منطقهٔ مسکونی در ایالات متحده آمریکا است که در شهرستان کوک (ایلینوی) واقع شده‌است. مورگان پارک ۸٫۲۶ کیلومتر مربع مساحت و ۲۲٬۹۲۴ نفر جمعیت دارد.